# Gustave de Galard
Pour les articles homonymes, voir Galard.
Pour les autres membres de la famille, voir Famille de Galard.
Philippe-Gustave, comte de Galard, né à L'Isle-Bouzon (Gers) le 18 mai 1779 et mort au Bouscat le 7 mai 1841 , est un peintre, lithographe et caricaturiste français.

## Biographie
Il descend d'une des grandes familles de Gascogne.Troisième fils du marquis Joseph de Galard, capitaine au régiment de cavalerie de Picardie, et de Marie-Suzanne Vignes-Sainte-Croix, il fait des études à l'école militaire de Sorèze. Joseph de Galard, arrêté comme aristocrate ayant fait enrôler plusieurs personnes dans l’armée des tyrans coalisés, comparaît devant la Commission militaire de Bayonne siégeant à Auch et est immédiatement guillotiné par le bourreau Rascat, le 16 avril 1794. La marquise est emprisonnée à Lectoure, ses biens confisqués, et les trois fils, suspects, se cachent dans les bois, où ils se partagent les trois mille livres qui leur restent. L'aîné, Louis-Raymond-Charles, va servir l’armée des Princes. Les deux plus jeunes se cachent. Gustave de Galard entreprend alors une longue errance. « Sous un déguisement féminin, que sa jeunesse (il a alors quinze ans) et sa jolie figure rendaient possible », il va en Espagne, s'embarque sur le Vriendshap d'Emden en route pour les Amériques mais une attaque de piraterie le contraint à débarquer à Saint-Thomas, dans les Petites Antilles. Son frère qui a aussi gagné Saint-Thomas, soit avec lui, soit séparément, y meurt peu de temps après. Pour gagner sa vie, Gustave se met à la peinture, d’abord comme ouvrier, puis il peint des miniatures. Il part aux États-Unis et s'installe à Philadelphie en 1800. Il y épouse Elisabeth Waidson, une créole. Il se rend ensuite en Angleterre puis en Suisse. 
Après la clôture de la liste des émigrés, il peut enfin rentrer en France, et il s'installe en 1802 à Bordeaux, 9 rue de Condé, d'où sa famille maternelle est originaire. Son frère aîné Louis-Raymond-Charles est revenu s’installer au château de Magnas, près de Saint-Clar, propriété dotale de sa mère qui a échappé à la confiscation. Gustave vit de sa peinture et de ses gravures. Il s'initie à la lithographie à Paris en 1815. Il publie de nombreux recueils : 
- Recueil des divers costumes des habitants de Bordeaux (1818-1819),
- L'Album bordelais (Caprices) (1823),
- Les Taureaux de Bordeaux (1825),
- L'album départemental (Bordeaux et ses environs) (1829),
- L'Album vignicole (1835).

Il réalise des publications de son Album périodique (1829, 1834) qu'il ne destine qu'à ses proches (il annonce qu'il prévoit cent livraisons, à raison d'une par an, et que ses souscripteurs ne seront tenus de payer qu'à réception de la dernière), mais ses caricatures de Louis-Philippe, auquel il s'oppose vigoureusement, lui valent quelques ennuis et un séjour en prison.
Il débute au Salon en 1838. 
À sa mort survenue le 7 mai 1841 au Bouscat, il lègue à son élève et ami Pierre-Eugène Claveau (1820-1902), aquarelliste de talent, un ensemble de "croquis originaux et d'études peintes" que le jeune artiste vend rapidement pour s'installer à Paris vers 1850. C'est avec peine que Gustave Labat (1824-1917), lui-même artiste et ami de Claveau, a essayé de rassembler - sans succès - "des débris de cette collection dispersée à tous les vents". 
La mairie de Bordeaux, le musée des beaux-arts de Bordeaux et le musée d'Aquitaine conservent plusieurs de ses portraits et paysages. Les archives municipales de Bordeaux possèdent aussi un important fonds de Galard.
L'érudit bordelais Gustave Labat a dressé le catalogue de ses œuvres en 1896.

## Œuvres

Portraits de Gustave de Galard
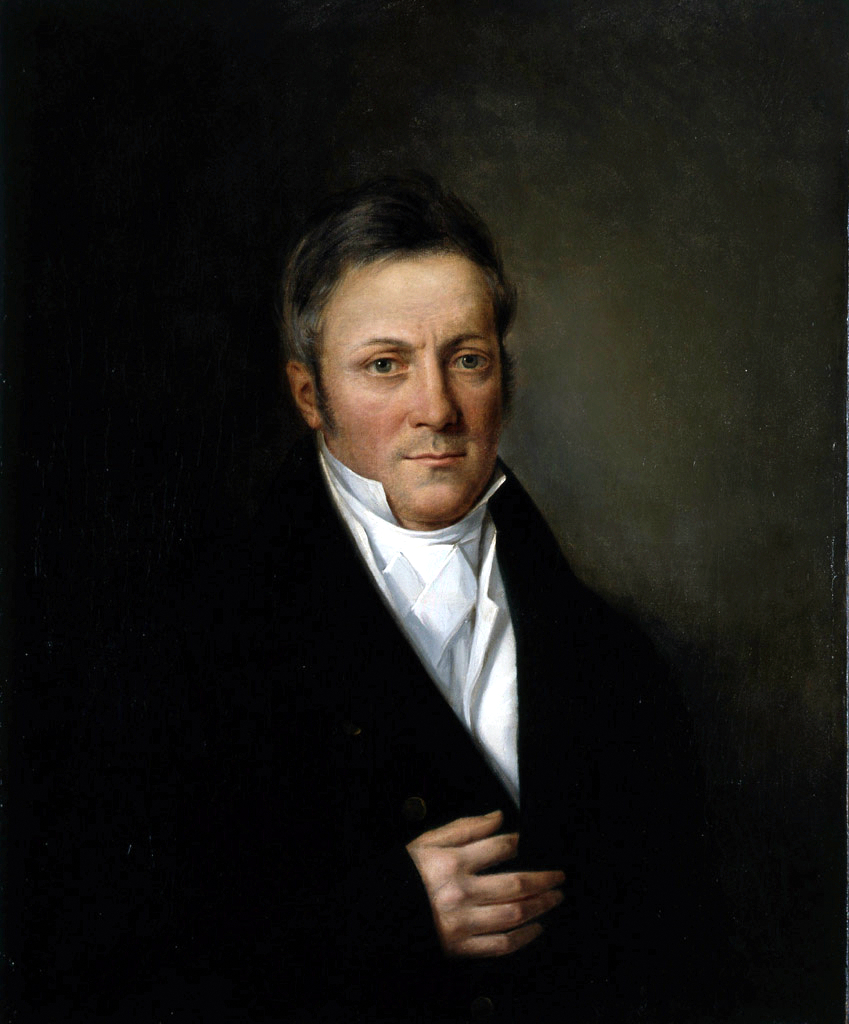
Antoine Merman
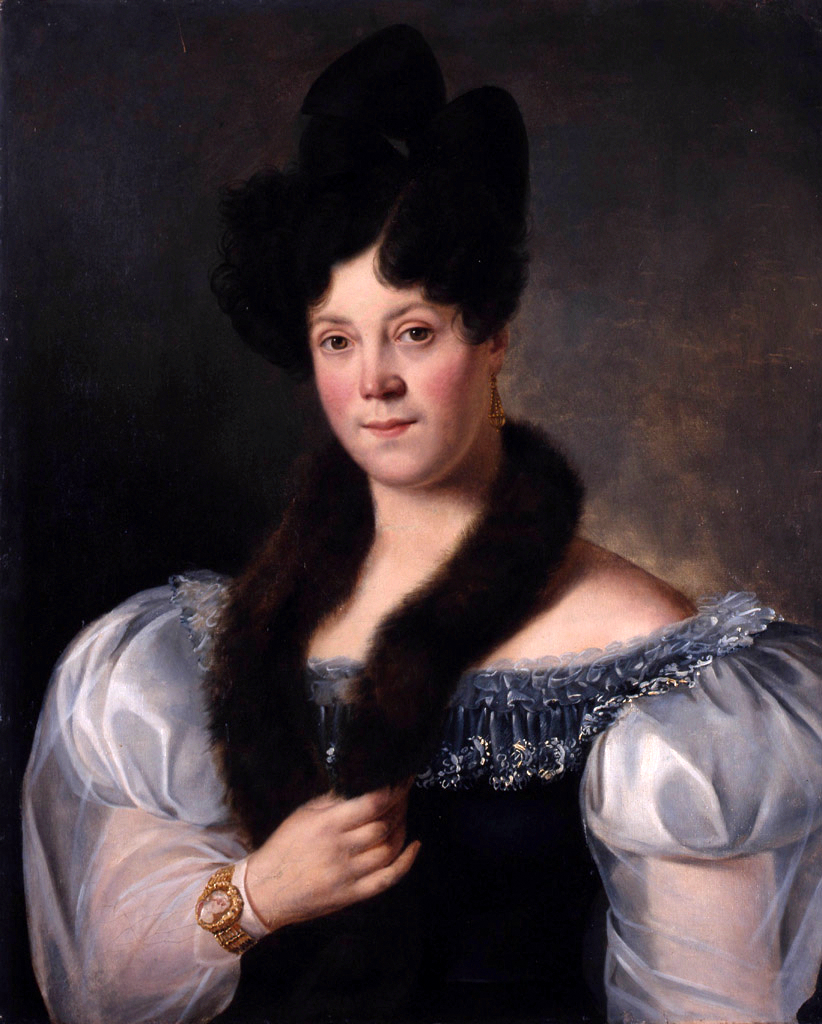
Marie-Caroline Merman
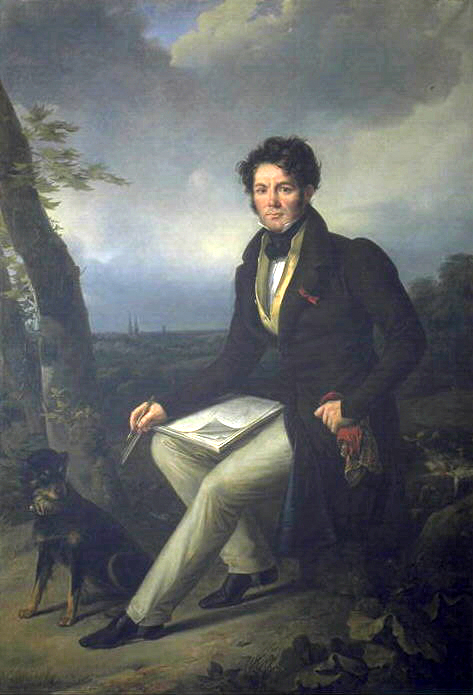
Jean Armand Mareilhac
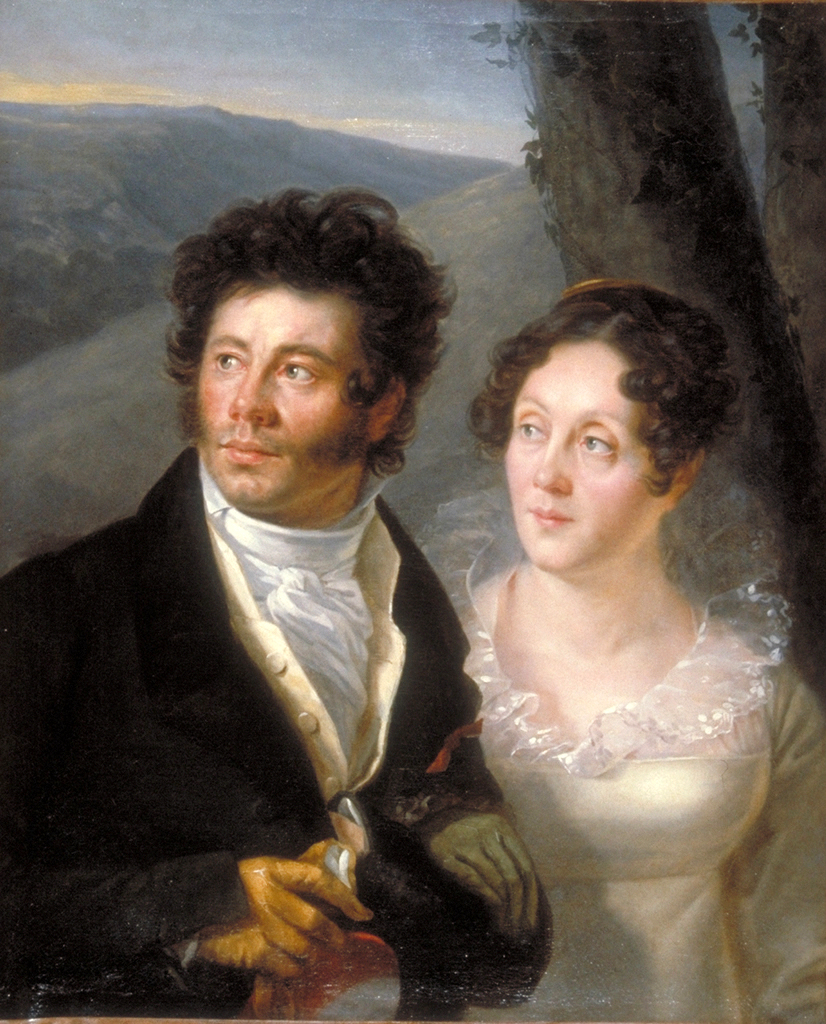
M. et Mme Marandon de Montyel

Gravures de Gaulon après Gustave de Galard
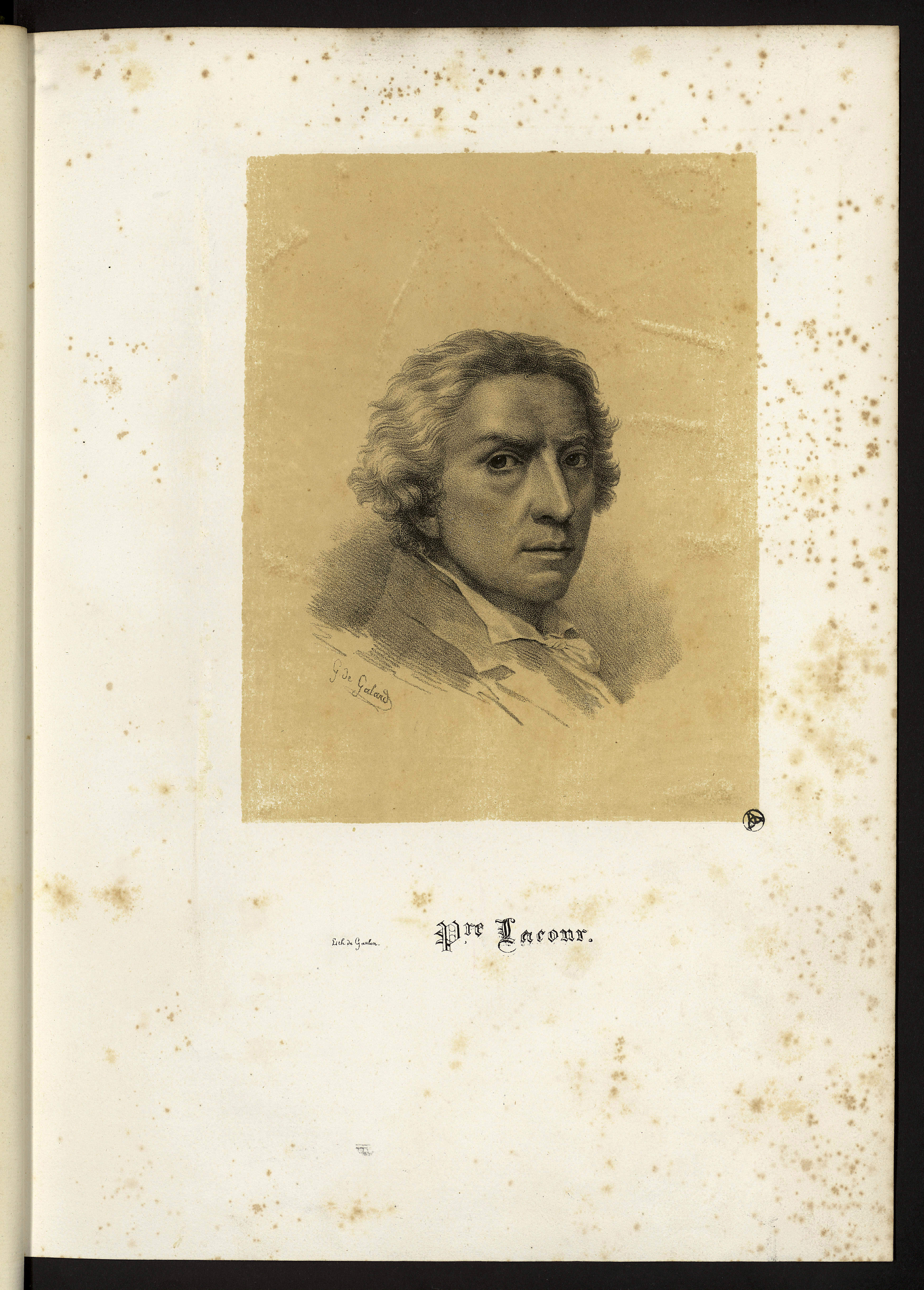
Pierre Lacour (père)
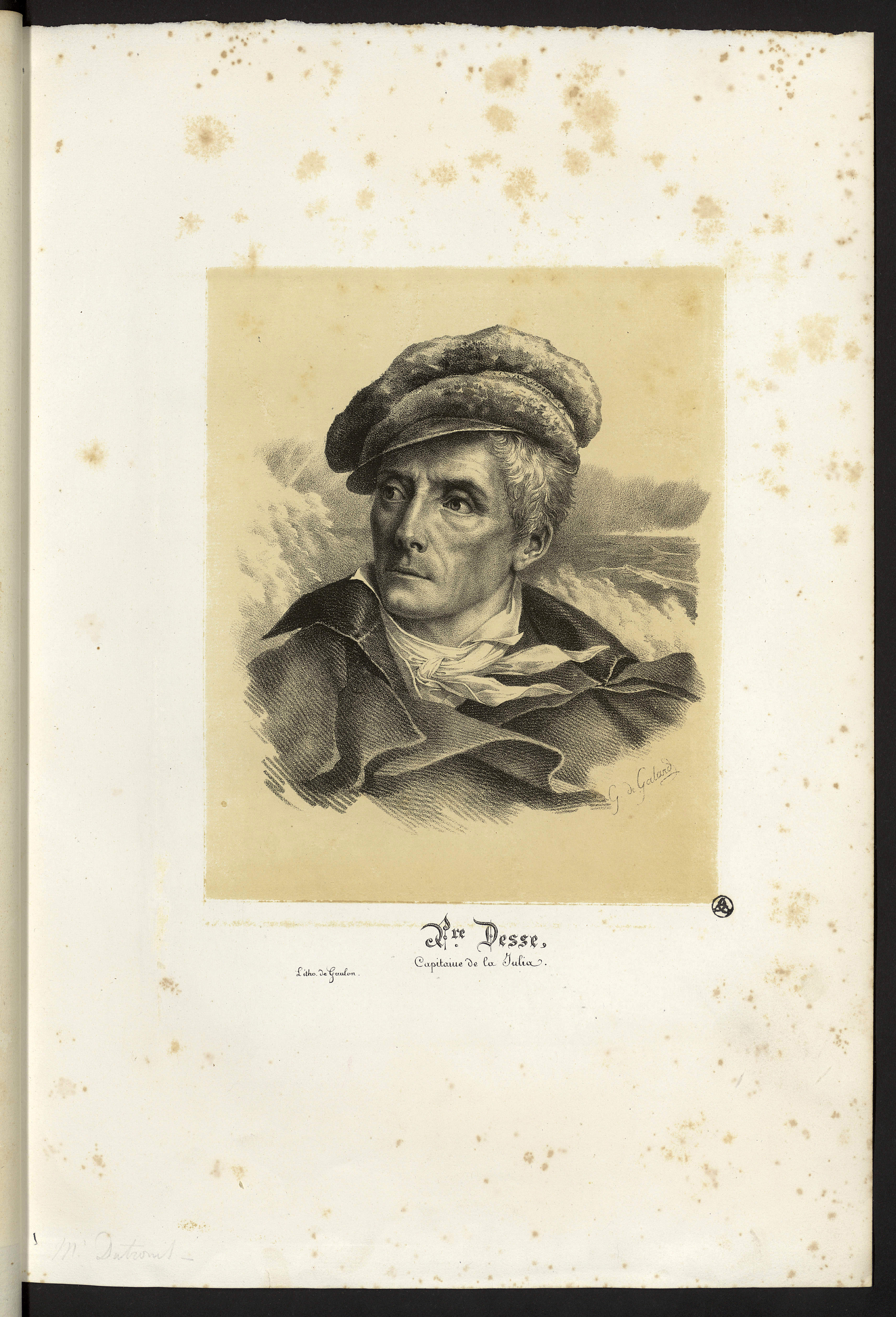
Pierre Desse
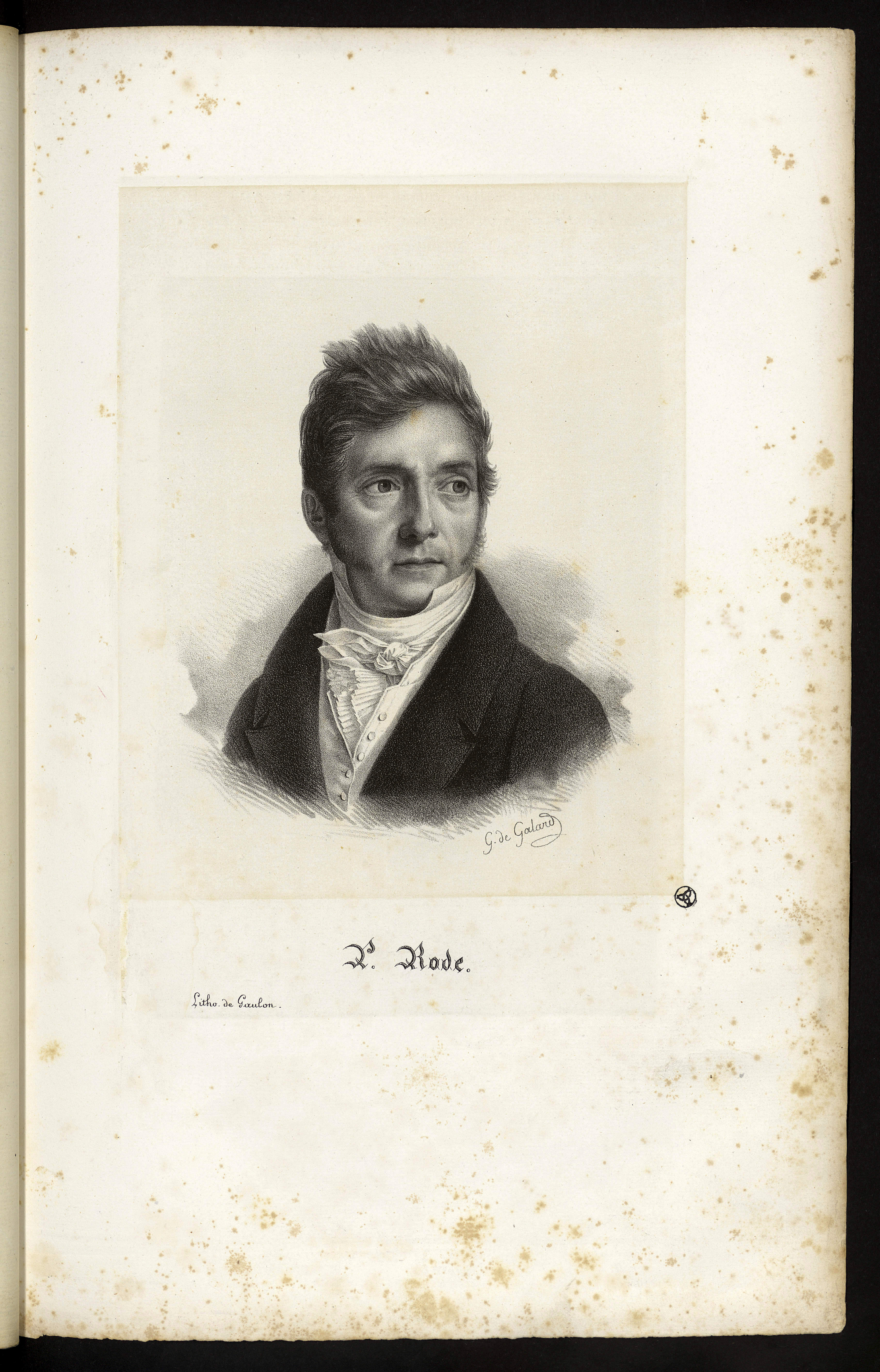
Pierre Rode
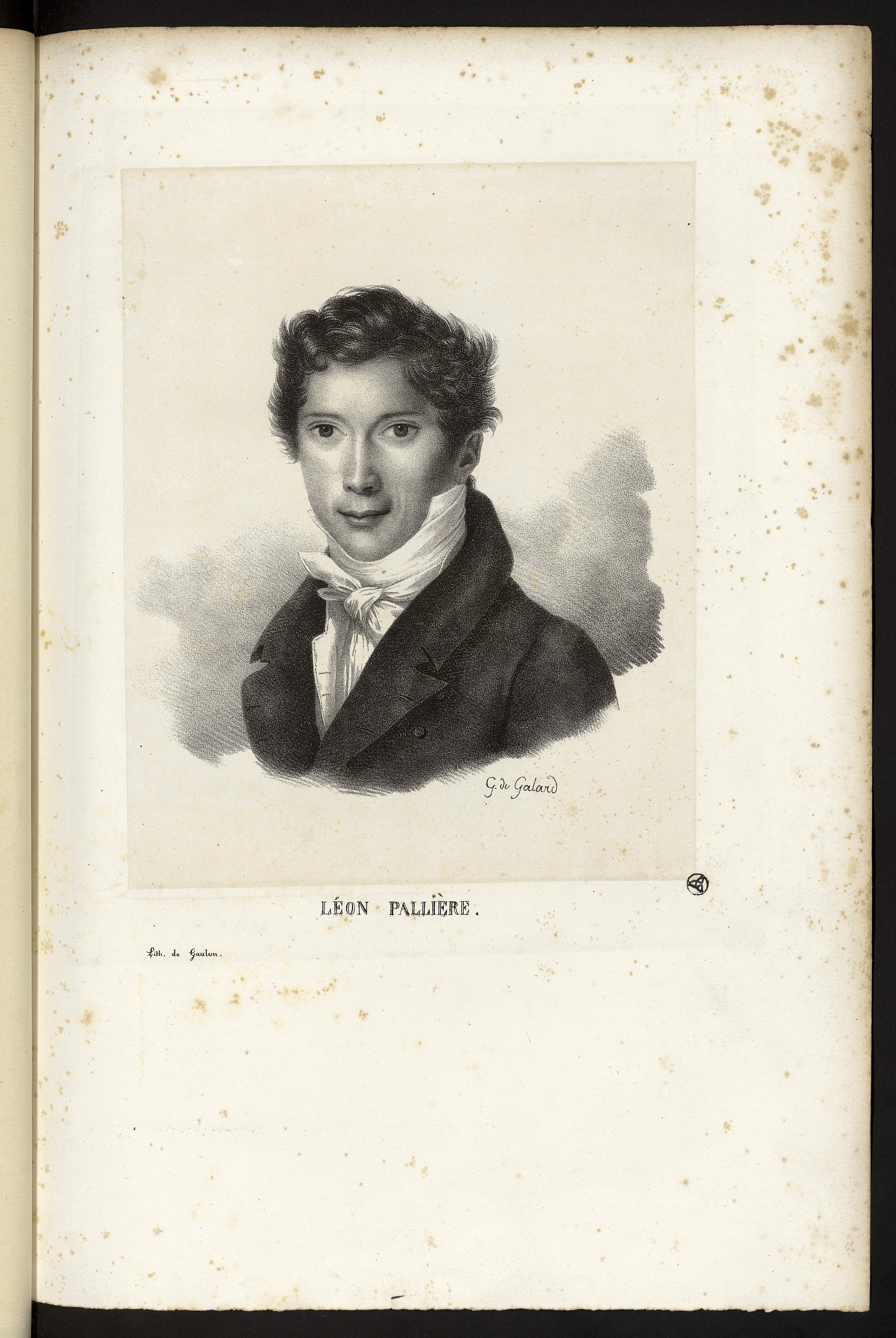
Léon Pallière

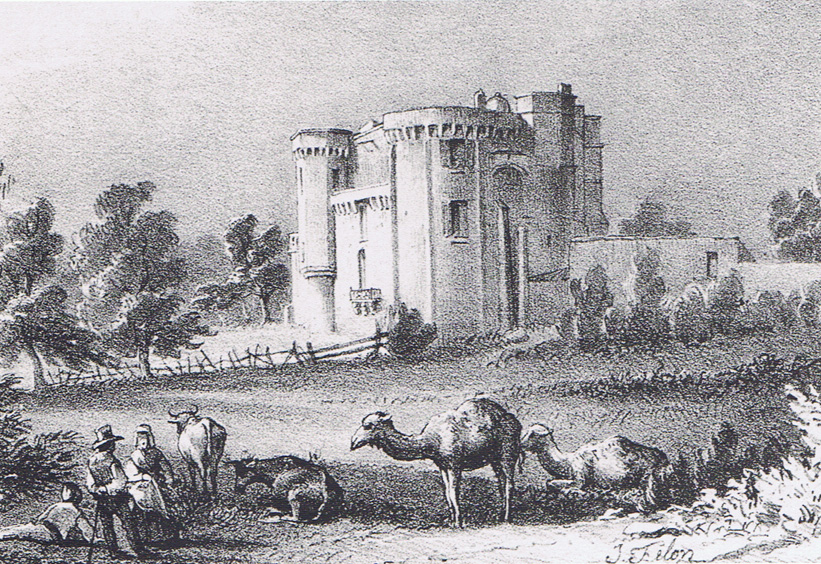
Des dromadaires dans les Landes de Gascogne, lithographié par Joseph Félon
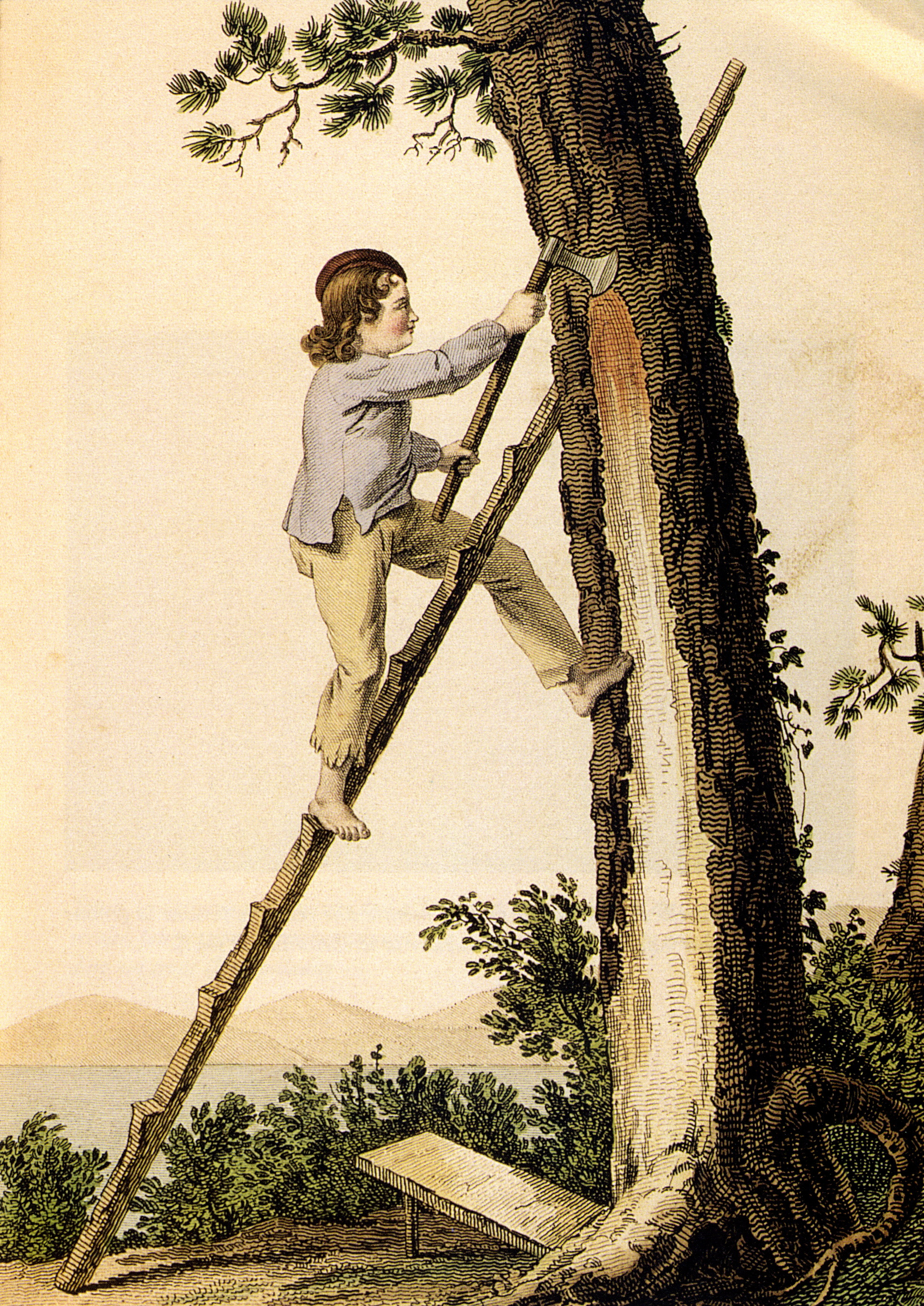
Gemmage dans les Landes, gravure d’après G. de Galard
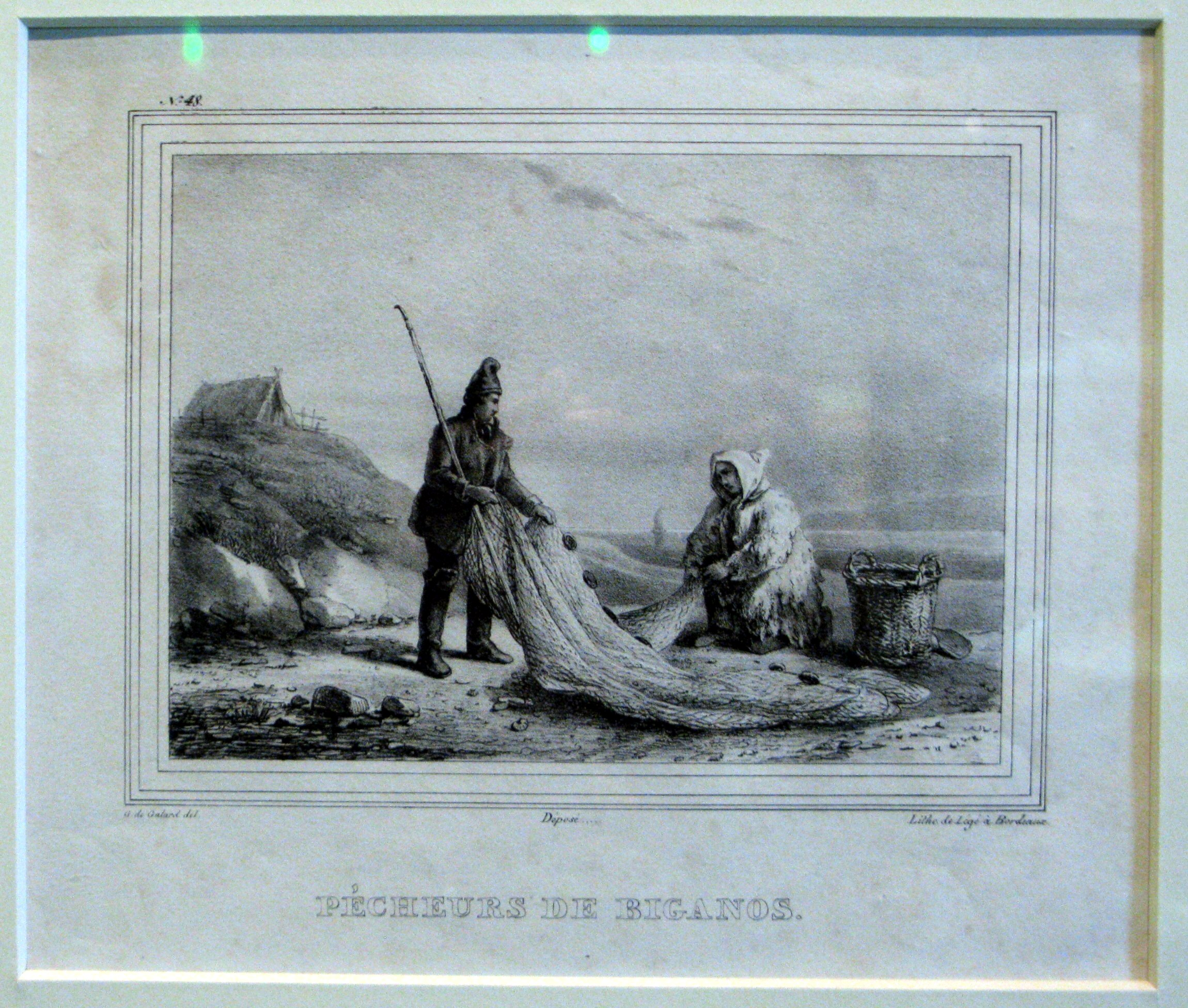
Pêcheurs de Biganos, lithographie de Logé d’après G. de Galard
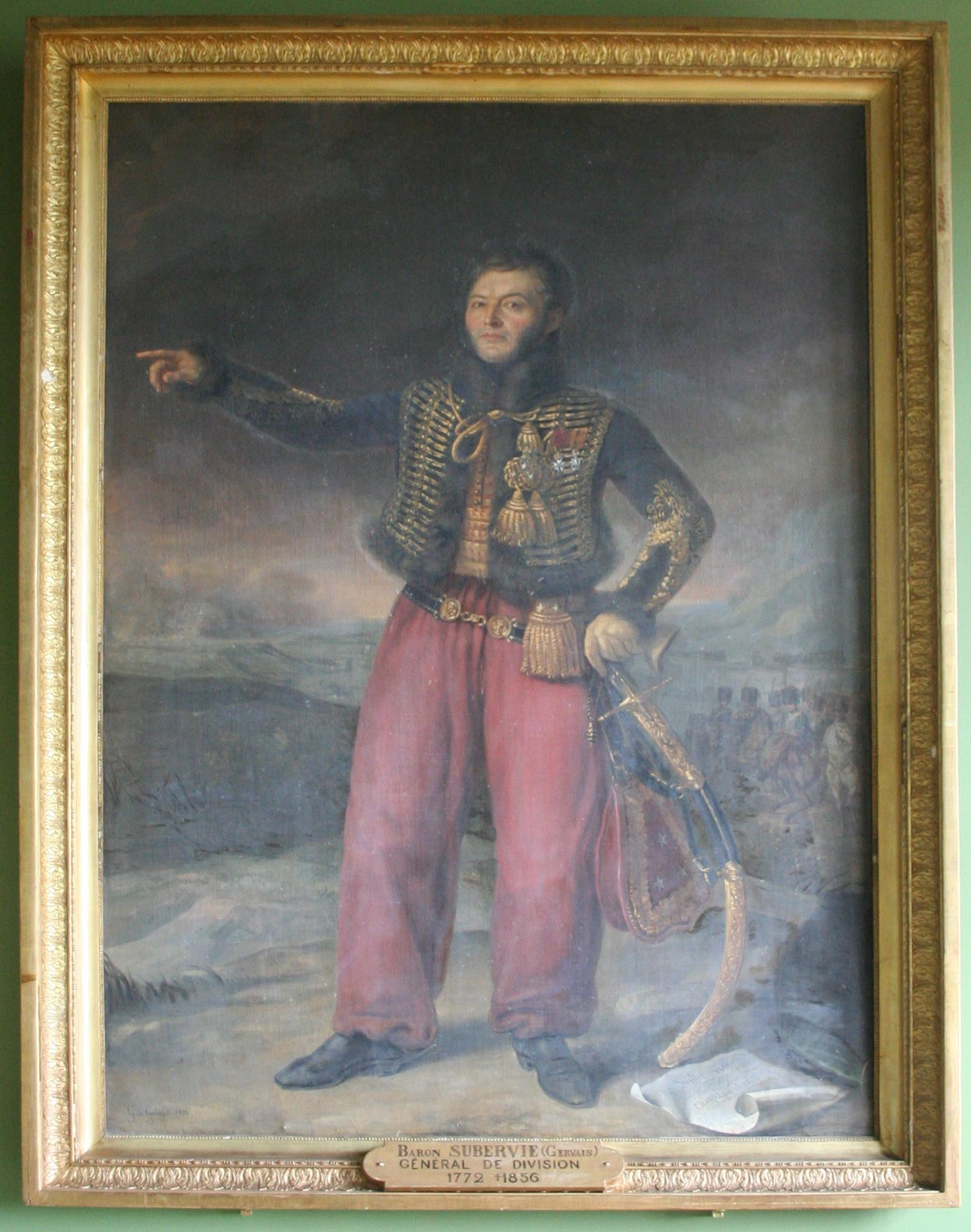
Portrait du général Subervie, salle des illustres, hôtel de ville, Lectoure.